# Taphozous hamiltoni
Taphozous hamiltoni är en insektsätande småfladdermusart som beskrevs av Oldfield Thomas år 1920. Dess artnamn på engelska (Hamilton's tomb bat) och på tyska (Hamiltons Grabfledermaus eller die Hamilton-Grabfledermaus) betyder "Hamiltons gravfladdermus".
Taphozous hamiltoni ingår i släktet gravfladdermöss (Taphozous) och familjen frisvansade fladdermöss (Emballonuridae). IUCN kategoriserar arten globalt som otillräckligt studerad. Inga underarter finns listade i Catalogue of Life.

## Utseende
Denna fladdermus blir med svans 100 till 119 mm lång och svansen har en längd av 20 till 35 mm. Underarmarna är 61 till 71 mm långa, djurets vingspann är 370 till 405 mm, bakfötterna är cirka 15 mm långa och öronens längd är 15 till 22 mm. Två exemplar vägde 19,4 respektive 22 g. Håren på ryggens mitt är ungefär 6 mm långa och de kan vara enhetlig mörkbrun till rödbrun eller de är något ljusare vid roten. På så sätt har pälsen på ovansidan en mörkbrun färg och undersidan är täckt av ljusare brun päls. Typisk för Taphozous hamiltoni är att den saknar päls på stjärten och på bukens nedre del samt på de bakre extremiteterna. Den nakna kroppsdelen är däremot smalare än hos Taphozous nudiventris. Liksom flera andra gravfladdermöss har arten en naken säckformig körtel på strupen.
Flygmembranen har en mörkbrun färg och svansen är bara delvis inbäddad i svansflyghuden. Artens öron har ungefär en trekantig form. Förutom könsorganen finns inga yttre skillnader mellan hannar och honor.
Enligt en annan avhandling blir arten med en absolut längd av 121 till 132 mm lite större.

## Utbredning
Arten förekommer med två från varandra skilda populationer i norra Kenya, norra Uganda och Sydsudan. En individ hittades dessutom i Tchad. Habitatet utgörs av savanner och bergstrakter.

## Ekologi
Antagligen vilar fladdermusen i grottor. En individ hittades sovande i en bergsspricka.